# エクアドル地震 (1868年)
エクアドル地震 (1868年) （エクアドルじしん（1868ねん）、1868 Ecuador earthquakes）は1868年8月15日の午後2時30分（現地時間）と1868年8月16日午前1時30分（現地時間）に発生した地震。二度の地震でエクアドル北東部とコロンビア南西部が壊滅的な被害を受けた。推定マグニチュードはそれぞれ6.3と6.7であり、合わせて最大で70,000人が死傷した。
8月15日の地震はコロンビアとの国境に近いカルチ県のエルアンヘル付近で発生し、8月16日の地震はインバブーラ県イバラ付近で発生した。これらの地震は1868年8月13日に起きたアリカ地震と混同されることがある。

## 被害

### 8月15日
エルアンヘルとラ・コンセプシオンの町は地震の激しい揺れで壊滅し、エルアンヘルは「荒廃した」と表現された。

### 8月16日
イバラは壊滅し、すべての建物が破壊された。わずかな壁しか残らなかった。近くのオタバロは一軒の家も残らず、6,000人が死亡した。インバブーラ県では20,000人の死傷者が出た。

## 前震
8月15日の午後に前震があり、本震は8月16日の1時30分に起きた。揺れは1分間続いた。

## 余波
当時のエクアドル大統領ガブリエル・ガルシア・モレノは救援活動を指揮した。
イバラの町は地震から4年後の1872年に再建された。毎年4月26日の「エル・レトルノ」フェスティバルで記念式典が行われる。